# Куп СР Југославије у одбојци за жене
Куп СР Југославије је био национални одбојкашки куп Савезне Републике Југославије за жене који се одржавао у организацији Одбојкашког савеза СР Југославије.

## Историја
Куп СР Југославије је настао 1992. распадом СФРЈ и расформирањем Купа Југославије. Куп СР Југославије се играо годишње (такмичење одиграно исте године), а одржано је укупно 11 издања овог такмичења. Прво издање Купа СРЈ је било 1992, а последње 2002. године.
Када је СР Југославија 2003. године променила име у Србија и Црна Гора, такмичење је преименовано у Куп Србије и Црне Горе.

## Финала
| Сезона           | Финале           | Финале                                    | Финале           |
| ---------------- | ---------------- | ----------------------------------------- | ---------------- |
| Сезона           | Победник         | Резултат                                  | Поражени         |
| 1992. (Београд)  | Црвена звезда    | играно турнирски 1                        | Јединство Ужице  |
| 1993. (Ужице)    | Јединство Ужице  | играно турнирски 2                        | Црвена звезда    |
| 1994. (Ужице)    | Јединство Ужице  | 3 : 0 (15:9, 15:5, 15:12)                 | Вршац            |
| 1995. (Београд)  | Поштар           | 3 : 0 (15:8, 15:12, 15:5)                 | Јединство Ужице  |
| 1996. (Београд)  | Јединство Ужице  | 3 : 0 (15:2, 15:4, 15:12)                 | Спартак Суботица |
| 1997. (Зрењанин) | Јединство Ужице  | 3 : 0 (15:8, 15:2, 15:8)                  | Црвена звезда    |
| 1998. (Београд)  | Јединство Ужице  | 3 : 1 (15:9, 15:17, 15:10, 15:7)          | Лука Бар         |
| 1999. (Београд)  | Јединство Ужице  | 3 : 1 (25:23, 25:22, 23:25, 25:21)        | Црвена звезда    |
| 2000. (Ужице)    | Јединство Ужице  | 3 : 1 (22:25, 25:19, 25:13, 25:13)        | Раднички Београд |
| 2001. (Београд)  | Раднички Београд | 3 : 0 (25:14, 25:21, 25:23)               | Јединство Ужице  |
| 2002. (Београд)  | Црвена звезда    | 3 : 2 (25:16, 15:25, 23:25, 25:22, 15:10) | Јединство Ужице  |

- У загради поред године се налази град у коме је одржан финални турнир.

1 Црвена звезда првопласирана са 6 бодова, а Јединство другопласирано са 4 бода.
2 Јединство првопласирано са 6 бодова, а Црвена звезда другопласирана са 4 бода.

### Успешност клубова
| Пласман | Екипа            | Победник                                   | Финалиста                |
| ------- | ---------------- | ------------------------------------------ | ------------------------ |
| 1       | Јединство Ужице  | 7 1993, 1994, 1996, 1997, 1998, 1999, 2000 | 4 1992, 1995, 2001, 2002 |
| 2       | Црвена звезда    | 2 1992, 2002                               | 3 1993, 1997, 1999       |
| 3       | Раднички Београд | 1 2001                                     | 1 2000                   |
| 4       | Поштар           | 1 1995                                     | –                        |
| 5       | Лука Бар         | –                                          | 1 1998                   |
| 6       | Спартак Суботица | –                                          | 1 1996                   |
| 7       | Вршац            | –                                          | 1 1994                   |